# Герб Старогнатівки
Герб Старогна́тівки — офіційний символ села Старогнатівка, затверджений 20 травня 1996 року рiшенням №6 сесії сільської ради.
Автор — Олег Ігорович Киричок.
"Щит перетятий червоним поясом з золотим грецьким орнаментом - меандром. На горiшнiй лазуровій частинi два борця греко-римської боротьби в срібному одязi з чорними поясами; на долішній зеленій частині срібна вiдiрвана бараняча голова."

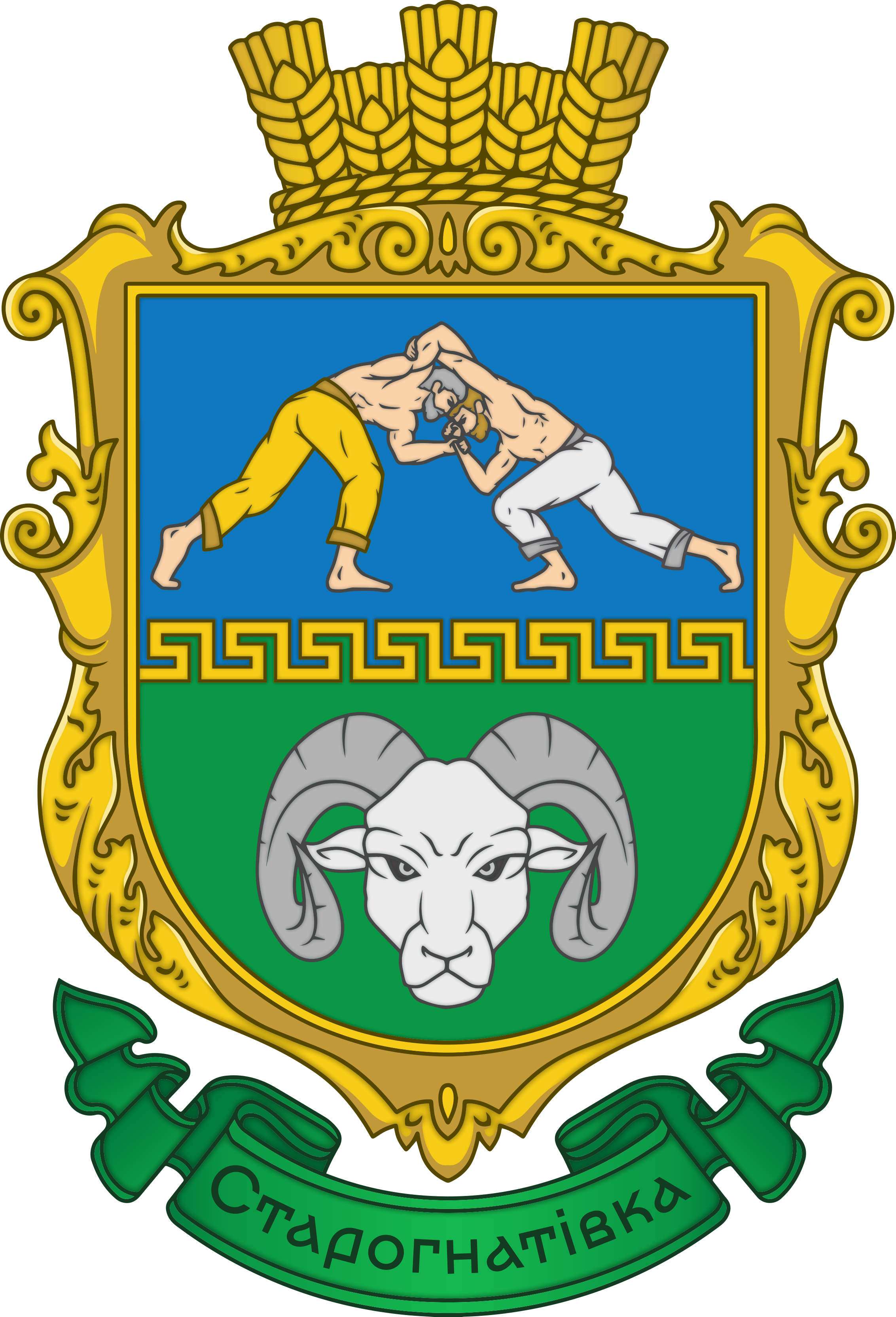
Сучасна промальовка герба

Старогнатівка заснована надазовськими греками, нащадки яких і зараз становлять більшість населення села. Історичне походження, грецька культура і традиції, що оберігаються в даний час, підкреслені в гербі наявністю грецького орнаменту, який служить ще й розділовою лінією між верхньою і нижньою частинами герба, та фігурами борців національної боротьби.
Два спортсмени у верхній частині також вказують на те, що у селі проводиться широко відомий за межами області турнір борців. У нижній половині герба – голова барана, яка не лише асоціюється із золотим руном, а й символізує розвиток тваринництва як одного з основних видів господарської діяльності місцевих жителів поряд із зерновим рослинництвом, що у гербі показано зеленим кольором поля.